# Albert VII de Schwarzbourg-Rudolstadt
Pour les articles homonymes, voir Albert VII.
Albert VII, comte de Schwarzbourg-Rudolstadt (16 janvier 1537 — 10 avril 1605) est comte de Schwarzbourg et fondateur de la ligne de Schwarzbourg-Rudolstadt, qui reçoit plus tard le titre de prince. Il est le plus jeune des fils survivants de Gonthier XL de Schwarzbourg et son épouse la comtesse Élisabeth de Ysenbourg-Büdingen dans Birstein.

## Biographie
Son père, Gonthier XL, unifie toutes les possessions des Schwarzbourg. Après sa mort en 1552, le comté passe à ses quatre fils survivants, Gonthier XLI de Schwarzbourg-Arnstadt, Jean-Gonthier Ier de Schwarzbourg-Sondershausen, Guillaume de Schwarzbourg-Frankenhausen et Albert VII, qui divisent le pays, en 1572. Après le décès de l'enfant de Gonthier XLI en 1583 et de Guillaume en 1597, ses biens sont divisés entre ses frères Jean-Gonthier et Albert VII. Cette partition entraine la création de deux lignes de la Maison de Schwarzbourg, Schwarzbourg-Rudolstadt et de Schwarzbourg-Sondershausen, qui existent jusqu'à l'après-Première Guerre mondiale.
Albert étudie dans plusieurs universités allemandes, et à Padoue. À partir de 1557, il séjourne à la cour du prince d'Orange-Nassau. Il sert à partir de 1563, sous les ordres de son frère Gonthier XLI dans l'armée du roi de Danemark et après 1573, vit à Rudolstadt.

## Famille et enfants
Il est marié deux fois. Tout d'abord, le 14 juin 1575, il épouse la comtesse Julienne de Nassau-Dillenbourg (1546-1588), fille du comte Guillaume de Nassau-Dillenbourg et a les enfants suivants:
1. Charles-Gonthier de Schwarzbourg-Rudolstadt (6 novembre 1576 - 24 septembre 1630)
2. Élisabeth-Julienne (1er janvier 1578 - 28 mars 1658)
3. Sophie (1er mars 1579 - 24 août 1630), mariée le 30 mars 1595 à Jobst II de Barby-Mühlingen
4. Madeleine de Schwarzbourg-Rudolstadt (12 avril 1580 - 22 avril 1632), mariée le 22 mai 1597 à Henri II de Reuss-Gera
5. Louis-Gonthier Ier de Schwarzbourg-Rudolstadt (27 mai 1581 - 4 novembre 1646)
6. Albert-Gonthier de Schwarzbourg-Rudolstadt (8 août 1582 - 20 janvier 1634)
7. Anne-Sibylle de Schwarzbourg-Rudolstadt (bg) (14 mars 1584 - 22 août 1623), mariée le 15 novembre 1612 à Christian-Gonthier de Schwarzbourg-Sondershausen
8. Catherine-Marie (13 juillet 1585 - 19 janvier 1659)
9. Catherine-Suzanne (13 février 1587 - 19 avril 1662)
10. Henri-Gonthier, est mort jeune en 1589

En secondes noces, le 2 mars 1591, il épouse la comtesse Albertine Élisabeth de Leiningen-Westerbourg, mais ce mariage reste sans enfant.

## Sources
- F. Apfelstedt: Das Haus Kevernburg-Schwarzburg von seinem Ursprunge bis auf unsere Zeit, Arnstadt 1890
- Le dr Kamill von Behr: Genealogie der en Europa regierenden Fürstenhäuser, Leipzig, 1870